# 岩井拳士朗
岩井 拳士朗（いわい けんしろう、1992年9月24日 -）は、日本の俳優、モデルである。鹿児島県出身。プラチナムプロダクション所属。

## 略歴
- 『CHOKi CHOKi』で読者投票で選ばれるカリスマ「CHOKi CHOKi KING」として活動をきっかけに現在の事務所に所属。[2]。

中学・高校時代は全寮制の学校で過ごす。同級生の保護者である角田信朗とも親交がある。

## 人物
- 趣味： 昆虫飼育（クワガタ×15,トカゲ×1 飼育中）,化石を見つけに行くこと（中生代が主） [1]
- 特技： 絵,イラスト[1]
- 資格：美容師免許[1]

## 出演

### テレビドラマ
- ダンダリン 労働基準監督官 （2013年10月 - 12月、日本テレビ）
- 49（2013年10月 - 12月、日本テレビ）
- 金曜ロードSHOW!特別ドラマ企画「仮面ティーチャー」（2014年2月14日、日本テレビ）
- 昼顔〜平日午後3時の恋人たち〜（2014年7月 - 9月、フジテレビ） - 野村直樹 役
- 水曜ミステリー9「事故調」（2015年4月1日、テレビ東京） - 佐藤隆弘 役
- 連続テレビ小説「まれ」（2015年6月15日、17日、19日、NHK）
- いつかティファニーで朝食を（2015年10月 - 2016年3月、日本テレビ） - 吉田創太郎 役
- BSジャパン開局15周年特別企画ドラマスペシャル　青春の名曲ストーリー 「神田川」（2016年3月12日、BSジャパン） - 根岸和雄（大学生時代） 役
- 動物戦隊ジュウオウジャー 第8話（2016年4月3日、テレビ朝日） - 大輔 役
- タチアオイの咲く頃に〜会津の結婚〜（2016年6月24日、福島中央テレビ）  - 高橋恒平 役
- キャリア〜掟破りの警察署長〜 第8話（2016年11月27日、フジテレビ） - 林 役
- コード・ブルー -ドクターヘリ緊急救命-3rd season（2017年7月 - 9月、フジテレビ） - 鳥居誠 役
- 新宿セブン 第5話（2017年11月10日、テレビ東京）
- インベスターZ（2018年7月14日 - 9月29日、テレビ東京） - 月浜蓮 役
- 主婦カツ!（2018年10月7日 - 11月25日、NHK BSプレミアム） - 飯島裕人 役
- SUITS/スーツ（2018年10月8日 - 12月17日、フジテレビ） - 館山健斗 役
- 深夜のダメ恋図鑑 第3話・第6話・第8話（2018年10月21日・11月11日・25日、朝日放送テレビ） - 佐藤 役
- 月曜プレミア8 「十津川警部の事件簿」（2020年） - 吉村秀夫 役
- 科捜研の女 season21 第6話（2021年11月25日、テレビ朝日） - 窪塚照之 役
- ユニコーンに乗って 第5話（2022年8月2日、TBS） - 金光昴 役
- ワタシってサバサバしてるから 第2回（2023年1月10日、NHK総合） - 鈴木雄太 役
- 勝利の法廷式 第4話（2023年5月4日、日本テレビ） - 原大貴 役
- こっち向いてよ向井くん（2023年7月12日 - 9月13日、日本テレビ） - 戸崎佳史 役[3]
- マル秘の密子さん 第3話（2024年7月27日、日本テレビ） - 奈良橋拓也 役[4]
- ギークス〜警察署の変人たち〜 第5話（2024年8月1日、フジテレビ） - 佐橋勝也 役[5]
- リトライ、青春!（2024年8月25日〈予定〉、TOKYO MX）[6]
- ミッドナイト屋台〜ラ・ボンノォ〜 第6話（2025年5月17日、東海テレビ・フジテレビ） - 須田拓実 役

### 映画
- サクラダリセット前篇 / 後篇（2017年3月25日・5月13日、ショウゲート） - 坂上央介 役
- 心が叫びたがってるんだ。（2017年7月22日、アニプレックス） - 清水亮 役
- アウト＆アウト（2018年11月16日、ショウゲート） - 池上数馬役
- プリズン13（2019年8月30日、AMGエンタテインメント） - ゲーテ 役[7]
- いなくなれ、群青（2019年） - ハル（管理人） 役

### Vシネマ
- 帰ってきた動物戦隊ジュウオウジャー お命頂戴!地球王者決定戦（2017年6月28日、東映ビデオ） - 平松大輔 役

### 舞台
- 若様組まいる（2016年8月7日 - 14日、天王洲銀河劇場） - 土谷元吉 役

### CM
- マーベルツムツム「玄人な2人篇」
- ファンケル「カロリミット」
- Galaxy「昨日までを、超えてゆけ　#1 水神」
- HONDA「青春はスマートじゃない。走れ。」

### 雑誌
- MEN'S NON-NO
- smart
- Warp
- CHOKi CHOKi
- mini